# Ctenus inazensis
Ctenus inazensis este o specie de păianjeni din genul Ctenus, familia Ctenidae, descrisă de Strand, 1909.
Este endemică în Ecuador. Conform Catalogue of Life specia Ctenus inazensis nu are subspecii cunoscute.